# Гердубрейд
Гердубрейд (ісл. Herðubreið,  «широкоплечий» ) є вулканом типу туя на північному сході Ісландії. Він розташований на Ісландському плато посередині пустелі Одадахраун (ісл. Ódáðahraun) поблизу вулкана Аск'я (ісл. Askja). Ця пустеля є великим лавовим полем, яке утворилося після вивержень вулкана Трьолладинг'я (ісл. Trölladyngja). Гердубрейд сформувався під льодовиковим покровом, який накривав Ісландію протягом останнього льодовикового періоду. Висота вулкана — 1682 м.н.м. Останнє вивершення відбувалось у плейстоцені.

## Вулкан і людина
З огляду на круті та нестабільні схили цієї гори, перше сходження на неї відбулося лише в 1908, хоча про її існування було відомо століттями.
Під горою є оаза під назвою Гердубрейдарліндір (ісл. Herðubreiðarlindir) з кемпінгом і розміченими пішохідними стежками. У минулі часи, у цій оазі жили вигнанці, виключені з Ісландського суспільства за скоєні ними злочини.[джерело?] Одним з них був Ф'ялла-Ейвіндур (ісл. Fjalla-Eyvindur), який жив тут взимку 1774—1775.